# Changmeia
Changmeia es un género de foraminífero bentónico normalmente considerado un subgénero de Paraschwagerina, es decir, Paraschwagerina (Changmeia) de la subfamilia Pseudoschwagerinae, de la familia Schwagerinidae, de la superfamilia Fusulinoidea, del suborden Fusulinina y del orden Fusulinida. Su especie tipo es Paraschwagerina (Changmeia) compacta. Su rango cronoestratigráfico abarca el Cisuraliense (Pérmico inferior).

## Discusión
Clasificaciones más recientes incluyen Changmeia en la superfamilia Schwagerinoidea, y en la subclase Fusulinana de la clase Fusulinata.

## Clasificación
Changmeia incluye a las siguientes especies:
- Changmeia bigflatensis †, también considerado como Paraschwagerina (Changmeia) bigflatensis †
- Changmeia bostwicki †, también considerado como Paraschwagerina (Changmeia) bostwicki †
- Changmeia compacta †, también considerado como Paraschwagerina (Changmeia) compacta †
- Changmeia longlinensis †, también considerado como Paraschwagerina (Changmeia) longlinensis †